# Saisonschlussverkauf

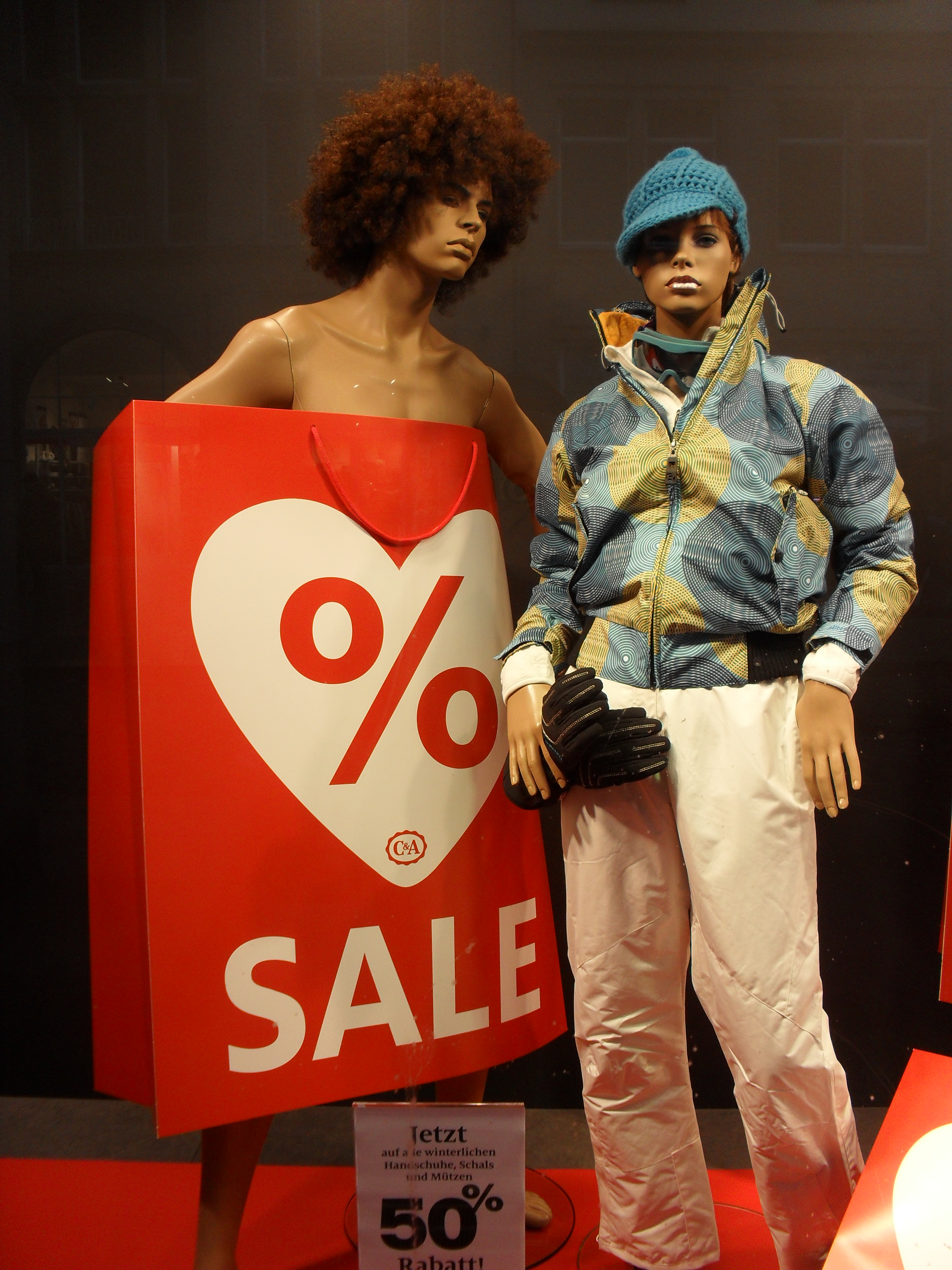
Winterschlussverkauf (2012)

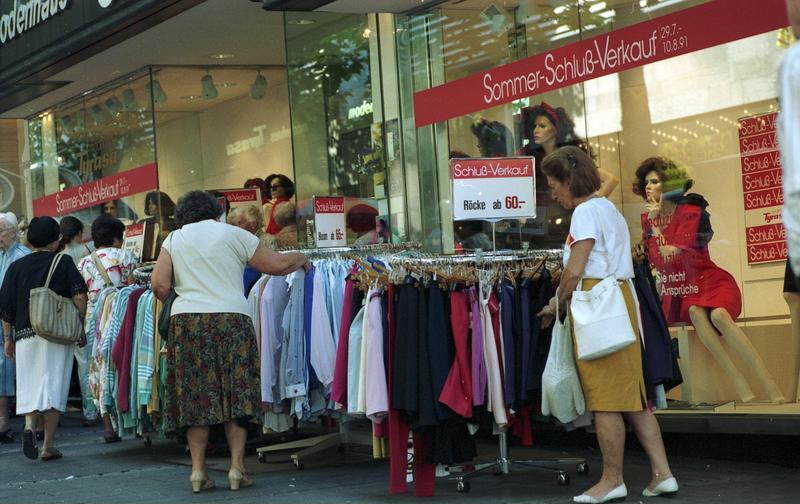
Sommerschlussverkauf eines Textilgeschäfts in Bonn (1991)

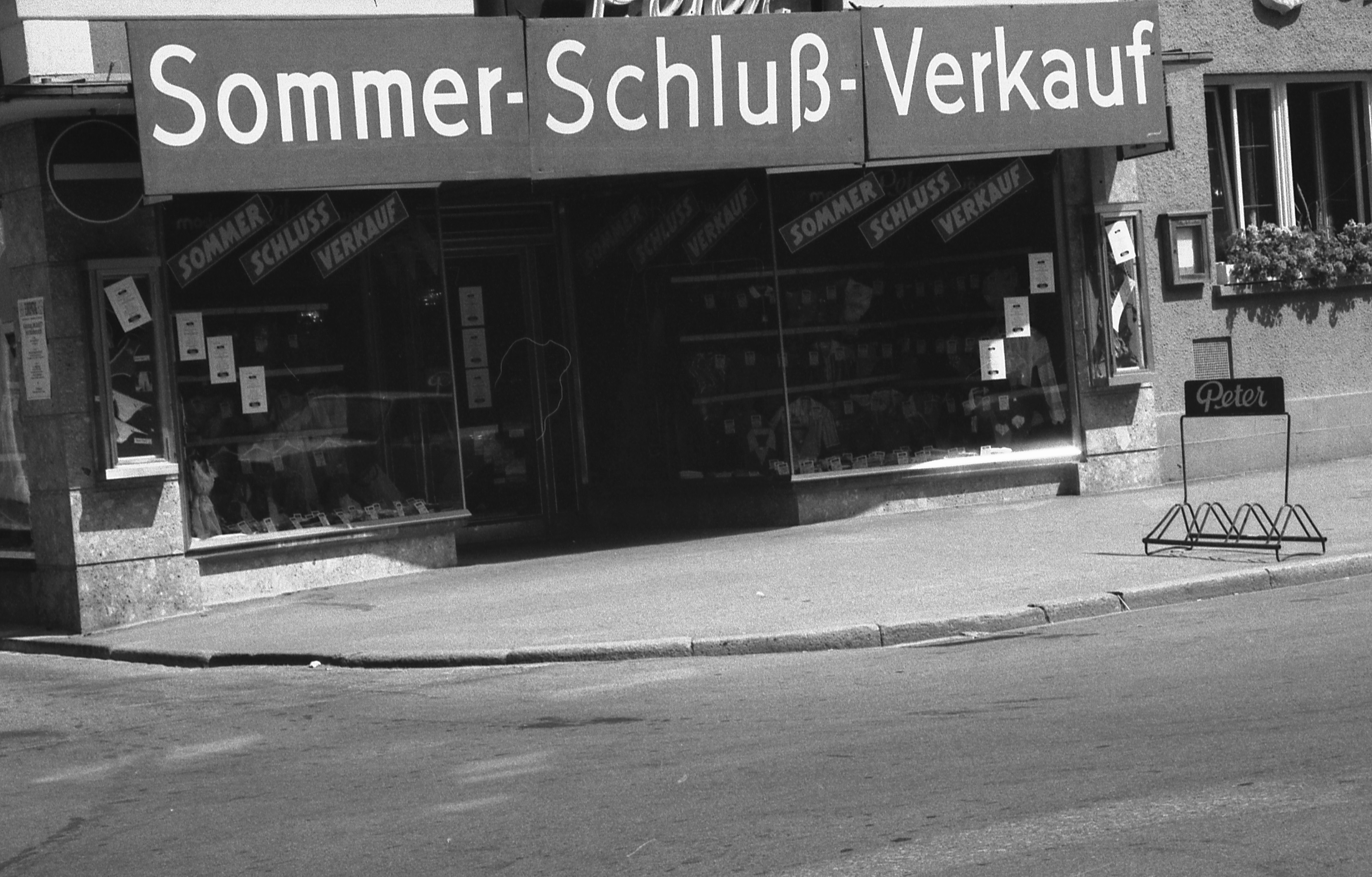
Sommerschlussverkauf 1979 im bayerischen Mindelheim

Ein Saisonschlussverkauf (englisch season end sale oder kurz englisch sale) ist eine Sonderveranstaltung im Einzelhandel mit dem Ziel, durch Preisreduzierungen
Saisonartikel der abgelaufenen Saison abzuverkaufen und Lagerraum für die Neuwaren der kommenden Saison zu schaffen.

## Allgemeines
In Deutschland wurden die bisher gängigen saisonspezifischen Bezeichnungen für Saisonschlussverkäufe wie „Sommerschlussverkauf“ (abgekürzt „SSV“) und „Winterschlussverkauf“ („WSV“) in den Prospekten und Schaufenstern der Geschäfte sowie in ihnen Kontaktstrecken des Verkaufs meistens durch den Anglizismus „Sale“ ersetzt.

## Geschichte in Deutschland
Im Gesetz gegen den unlauteren Wettbewerb (UWG) vom 7. Juni 1909 wurden Saisonschlussverkäufe erstmals reglementiert. Ein Grund war, dass bis dahin nur Beamte und Werksangehörige die Chancen auf Werksverkäufe hatten. 1950 führte das Bundeswirtschaftsministerium die „Verordnung über Sommer- und Winterschlussverkäufe“ ein.
Der Einzelhandel durfte nach § 7 Abs. 3 Ziff.1 UWG a. F. zwei Saisonschlussverkäufe pro Jahr durchführen: Der Winterschlussverkauf fand jährlich in der letzten Januarwoche und ersten Februarwoche statt, der Sommerschlussverkauf in der letzten Juliwoche und der ersten Augustwoche.
Die Saisonschlussverkäufe hatten eine Dauer von je zwölf Werktagen und waren beschränkt auf saisonabhängige Waren wie Textilien, Bekleidungsgegenstände, Schuhwaren, Lederwaren und Sportartikel. Zu den Textilien zählten dabei neben Bekleidung auch Möbelbezugsstoffe und Teppiche und Matratzen, aber nur, wenn sie überwiegend aus textilen Materialien gefertigt waren. Koffer und Handtaschen durften nur in den Saisonschlussverkauf einbezogen werden, wenn sie aus Leder oder Textilien gefertigt waren, also z. B. keine Hartschalenkoffer. Gänzlich unzulässig war die Einbeziehung anderer Sortimente und Warengruppen wie Glas, Porzellan und Keramik (GPK), Elektrogeräte (braune und weiße Ware), Schreibwaren etc.
Seit Inkrafttreten der Reform des Gesetzes gegen den unlauteren Wettbewerb vom 3. Juli 2004 können Saisonschlussverkäufe nach Belieben durchgeführt werden und sind nicht auf Saisonwaren beschränkt, da die Regelungen der §§ 7 und 8 UWG a. F. ersatzlos aufgehoben wurden.

## Gegenwärtige Praxis
Es ist üblich, Saisonschlussverkäufe weiterhin zu ähnlichen Zeiten wie bisher durchzuführen, zum einen weil der ursprüngliche Grund für die Einführung von Schlussverkäufen (Wechsel des Warenangebots, saisonbedingte Lagerräumung) weiter besteht, zum anderen weil die Verbraucher sich daran gewöhnt haben, zu diesen Zeiten günstig einkaufen zu können.

## International
Schlussverkäufe gibt es insbesondere in folgenden Staaten:
| Staat              | Schlussverkaufszeit Winterschlussverkauf (WSV) Sommerschlussverkauf (SSV)                     |
| ------------------ | --------------------------------------------------------------------------------------------- |
| Belgien            | WSV: 3. Januar – 31. Januar SSV: 1. Juli – 31. Juli                                           |
| Dänemark           | WSV: 27. Dezember bis 28./29. Februar SSV: Anfang Juni – Ende August                          |
| Finnland           | WSV: vor Weihnachten – Anfang Februar SSV: Mitte Juni – Mitte Juli                            |
| Frankreich         | WSV: am zweiten Mittwoch im Januar – Mitte Februar SSV: letzter Mittwoch im Juni – Mitte Juli |
| Griechenland       | WSV: Januar – Ende Februar SSV: Juli – Ende August                                            |
| Italien            | WSV: Ende Februar – Ende März SSV: Juli – Mitte August                                        |
| Norwegen           | WSV: Dezember/Januar – Februar SSV: Ende Juni – Ende Juli                                     |
| Österreich         | WSV: Januar – Februar SSV: Juli – August                                                      |
| Schweiz            | WSV: Ende Dezember – Ende Februar SSV: Ende Juni – Ende Juli                                  |
| Spanien            | WSV: 7. Januar – Ende März SSV: 1. Juli – Ende September                                      |
| Vereinigte Staaten | WSV: Januar – Februar SSV: letzter Montag im Juli – August                                    |

## Abgrenzung
Abzugrenzen ist der Saisonschlussverkauf vom Räumungsverkauf, der nicht zu saisonabhängigen Zeiten stattfindet, sondern anlassbedingt (Liquidation oder Umbau) erfolgt.